# 逆周圏論

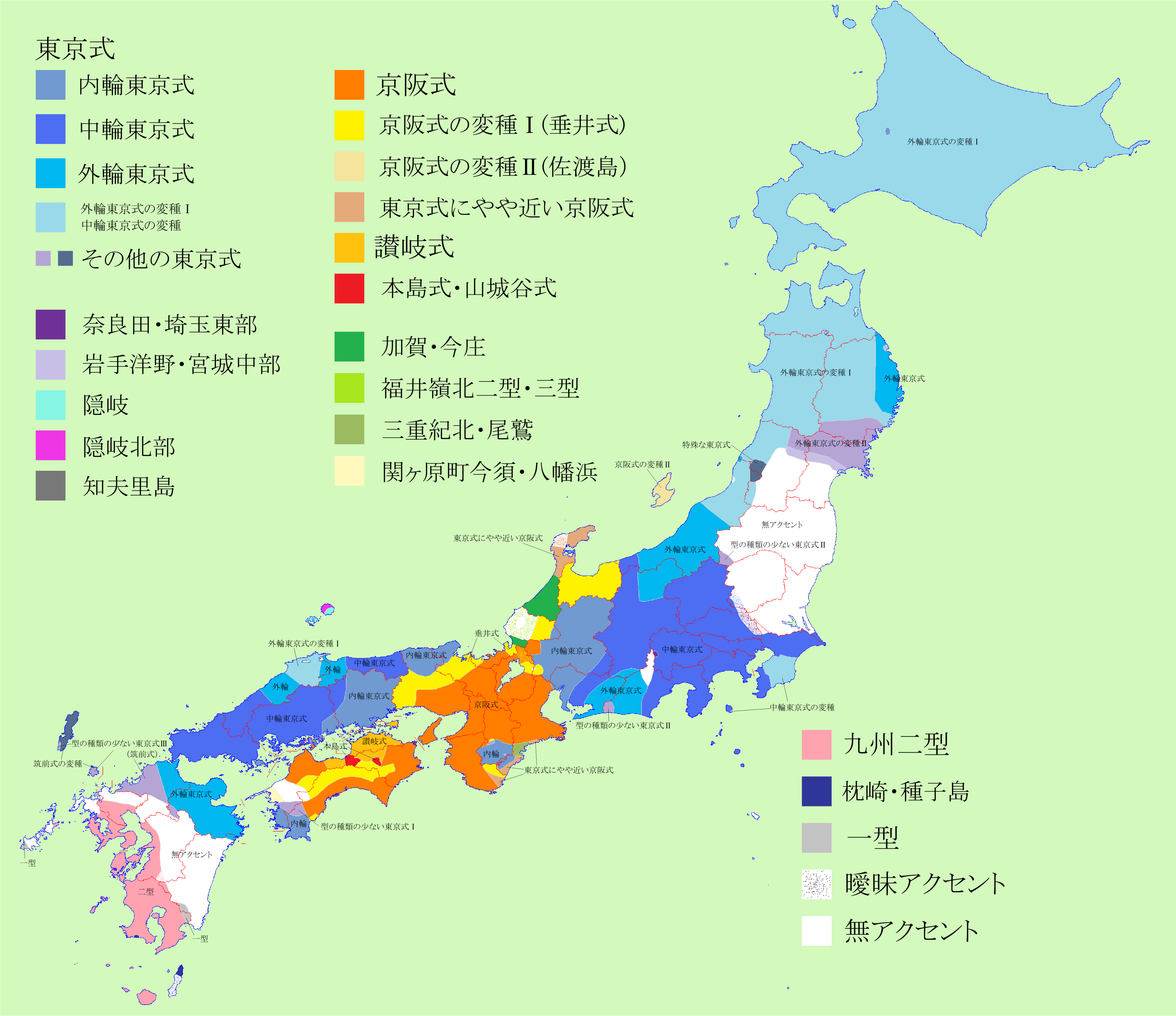
日本語のアクセントの分布

逆周圏論（ぎゃくしゅうけんろん）とは中央に古い現象が残存しており、その周辺により新しい現象が存在する様な地理的な分布現象の事である。

## 例
分かり易い例としては、日本語の方言のアクセントが典型的であるとされており、かつての文化的中心地であった京都とその周辺部には京阪式アクセント及びその変種（右図橙色および黄色）が分布し、それを取り巻く様に東海地方〜関東地方の西部及び中国地方に東京式アクセント（右図青色）が分布する。その更に周辺である関東地方の東部〜東北地方の南部及び九州地方などには、二型式アクセント（右図桃色）や一型式アクセント（無アクセント、右図白色）が分布する。これは一見すると「方言周圏論」の分布を示している様に思えるが、それぞれのアクセントを比較すると、京阪式が最も古い時代のアクセントの様相を留め、東京式はより新しい様相を、無アクセントは最も単純化した様相を示しているとも考えられる。一方で、中央の京阪式アクセントと地方の無アクセントの接触によって、東京式アクセントが生まれたとする説もあり、これは逆周圏論に対立する考え方である。
また、東北地方と山陰地方には所謂ズーズー弁が離れて分布しており、これも逆周圏であるとする意見があるが、その起源には何らかのベースとなる基層語が存在したとする説もある。
この様に、逆周圏論の適用がどの程度まで可能であるかは学者によって見方が異なる。